# Cornwall Aces
Cornwall Aces byl profesionální kanadský klub ledního hokeje, který sídlil v Cornwallu v provincii Ontario. Své domácí zápasy hráli v tamní aréně Cornwall Civic Complex. Klub hrál v soutěži od roku 1993 do roku 1996, poté byl nahrazen celkem Wilkes-Barre/Scranton Penguins.
Cornwall Aces byl klub vystupujícím v lize AHL, farmou klubem NHL Quebec Nordiques letech 1993-1995 a po přesídlení do Colorado Avalanche v 1995-1996. Klub byl založen ve východní části města Ontario v Cornwallu. Domácí zápasy hrál v Ed Lumley aréně uvnitř Cornwall Civic Complex. Po prvním období nadřazeného klubu Colorado, povolil přechod hráčů do Cornwall Aces, pro další období rozhodl Avalanche převelení hráčů na jejich druhou farmu v Hershey Bears. V roce 1999 se obnovila spolupráce ale již do nově vzniklého klubu Wilkes-Barre/Scranton Penguins.
Trenéři byli Bob Hartley, později trenérem Colorado Avalanche, Atlanta Thrashers a Calgary Flames v National Hockey League a Jacques Martin, bývalý hlavní trenér NHL Ottawa Senators, Florida Panthers a Montreal Canadiens.

## Výsledky

### Základní část
Zdroj: 
| Sezona  | Zápasy | Výhry | Prohry | Prohry(pr.) | Prohry(s.n.) | Body | Góly vstřelené | Góly inkasované | Umístění v divizi |
| ------- | ------ | ----- | ------ | ----------- | ------------ | ---- | -------------- | --------------- | ----------------- |
| 1993–94 | 80     | 33    | 36     | 11          | —            | 77   | 294            | 295             | 3. Jižní          |
| 1994–95 | 80     | 38    | 33     | 9           | —            | 85   | 236            | 248             | 2. Jižní          |
| 1995–96 | 80     | 34    | 34     | 7           | 5            | 80   | 249            | 251             | 4. Centrální      |

### Play off
Zdroj: 
| Sezona  | 1. kolo               | 2. kolo                 | Finále konference         | Finále Calder Cupu |
| ------- | --------------------- | ----------------------- | ------------------------- | ------------------ |
| 1993–94 | postup, 4-0, Hamilton | postup, 4-3, Hershey    | porážka, 0-2, Moncton     | —                  |
| 1994–95 | postup, 4-2, Hershey  | postup, 4-2, Binghamton | porážka, 0-2, Fredericton | —                  |
| 1995–96 | postup, 3-1, Albany   | porážka, 0-4, Rochester | —                         | —                  |

## Klubové rekordy

### Za sezonu
Góly: 37, René Corbet (1993/94)
Asistence: 49, Mike Hurlbut (1994/95)
Body: 77, René Corbet (1993/94)
Trestné minuty: 342, Serge Roberge (1995/96)

### Celkové
Góly: 75, René Corbet
Asistence: 82, Mike Hurlbut
Body: 145, René Corbet
Trestné minuty: 490, Paxton Schulte
Odehrané zápasy: 218, Éric Veilleux